# Sirri Mahmud Siam
Sirri Mahmud Siam ist ein ägyptischer Richter. Er ist derzeit (Februar 2011) Vorsitzender des Kassationsgerichts und des hohen Richterrates seines Landes.
Am 8. Februar 2011 schlug ihn der ägyptische Präsident Muhammad Husni Mubarak im Zuge der Revolution in Ägypten 2011 als Vorsitzenden eines elfköpfigen Komitees vor, das das Ziel hat, die Verfassung zu überarbeiten.